# Čichavec šedý
Čichavec šedý (Trichopodus trichopterus, často též Trichogaster trichopterus) je labyrintní paprskoploutvá ryba z čeledi guramovití.
V akváriích se často chová poddruh či varieta Trichopodus trichopterus var. sumatranus, známá pod českým názvem čichavec modrý.
Čichavec modrý je v dospělosti dlouhý okolo 12 cm. Pochází z Asie. Typické je pro něj základní zelenomodré zbarvení se dvěma tmavomodrými skvrnami po stranách těla. Samečci mají do špičky protaženou hřbetní i řitní ploutev, zatímco samičky je mají zaoblené.
Je to poměrně klidný druh, dlouhověký a snadno množitelný. Nejvhodnější je jej chovat v hustě zarostlých nádržích avšak bez velkého množství volně plovoucích rostlin na hladině, jelikož čichavec modrý, stejně jako všechny druhy čichavců, potřebuje mít volný přístup k vodní hladině, u které přijímá atmosférický kyslík nutný k dýchání.